# Uniqa Tower
Der Uniqa Tower (Schreibweise des Eigentümers: UNIQA Tower) ist ein in Kletterbauweise errichtetes Bürogebäude in Wien-Leopoldstadt, dem 2. Wiener Gemeindebezirk.
Er befindet sich an der Aspernbrückengasse, Ecke Untere Donaustraße bzw. Ferdinandstraße, am Ufer des hier von der Aspernbrücke überquerten Donaukanals. Auf der anderen Flussseite liegt der 1. Bezirk, die Innere Stadt, mit Urania, Franz-Josefs-Kai und Stubenring.
Der Turm ist 75 Meter hoch und verfügt über 21 Ober- und fünf Untergeschoße. Die Form des Grundrisses ist ein stilisiertes Q, wie es dem Firmenlogo der im Gebäude ansässigen Uniqa Versicherungen AG entspricht.

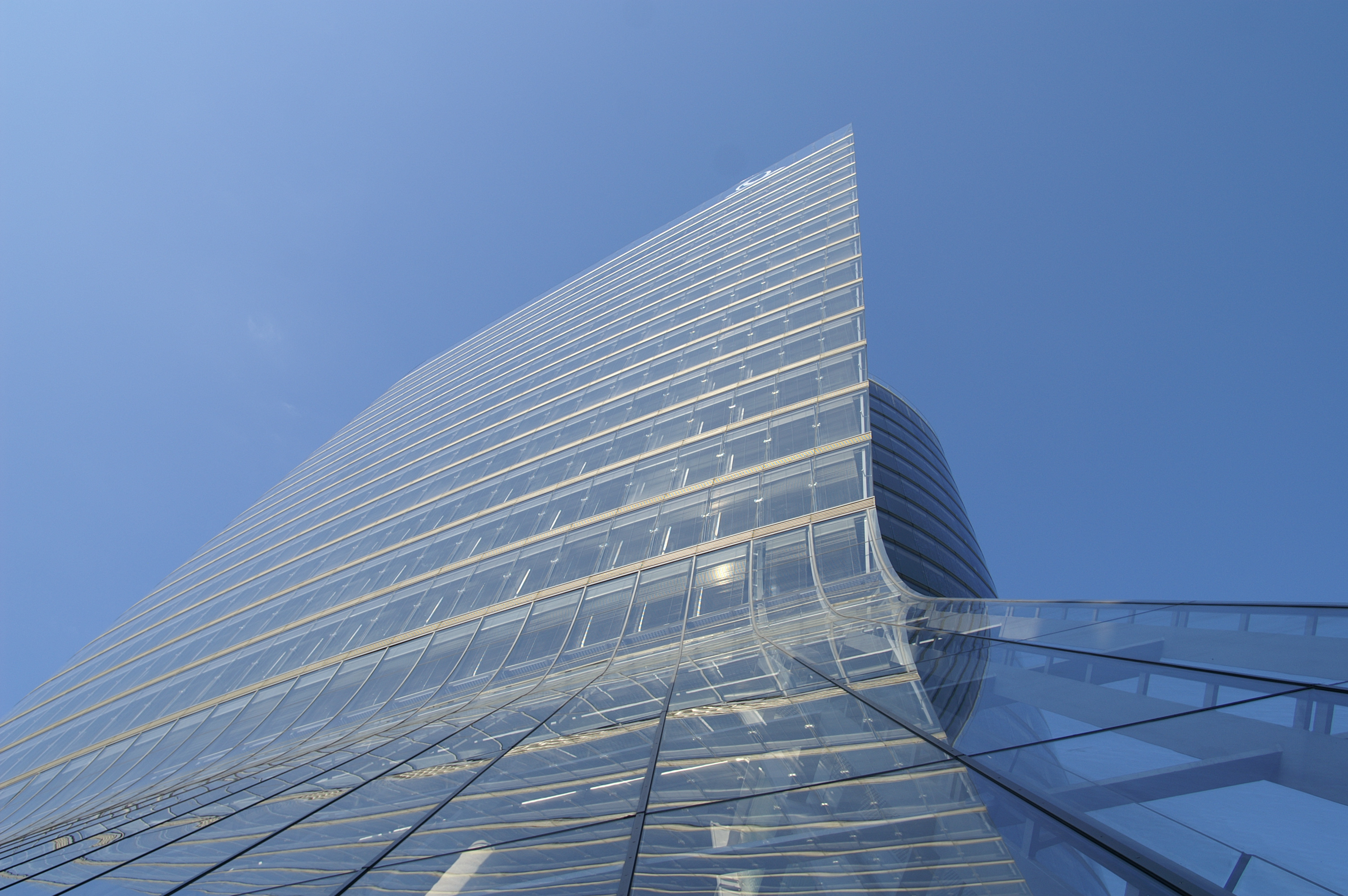
Fassade des Uniqa-Towers

Die mehr als 7.000 Quadratmeter große Fassade wurde als Medienfassade mit einer Punktmatrix aus LEDs gestaltet. Sie besteht aus mehr als 40.000 Bildpunkten, basierend auf ca. 160.000 einzelnen LEDs. Das System arbeitet auf Videokomponentenbasis mit 25 Bildern pro Sekunde. Das Konzept dafür lieferte das Lichtplanungsbüro Licht Kunst Licht (Bonn und Berlin) in Zusammenarbeit mit den Berliner Medienkünstlern Holger Mader, Alexander Stublic und Heike Wiermann; die technische Ausführung erfolgte durch die Firma Barco (Belgien). Die Medienfassade wird zeitweise auch als große Plakatwand genutzt.
Der Uniqa Tower wurde von Oktober 2001 bis Juni 2004 um etwa 70 Millionen Euro erbaut. Die offizielle Eröffnung fand am 25. Juni 2005 statt. Architekt des Gebäudes ist der Wiener Heinz Neumann. Der Tower war bei seiner Errichtung der erste Büroneubau Österreichs mit dem EU-Label „Green Building“.
Der Turm wurde am 25. Oktober 2006 mit dem jährlich von der Zentralvereinigung der Architekten Österreichs vergebenen Bauherrenpreis ausgezeichnet.
Die in den Turm eingezogene Versicherungsgesellschaft domizilierte früher 250 Meter flussaufwärts Ecke Praterstraße / Taborstraße. Ihr verlassenes Bürogebäude wurde demoliert; an seiner Stelle wurde das Hotel- und Geschäftsgebäude Design Tower errichtet.
Anlässlich des 80. Jahrestages des Novemberpogroms gegen Juden wurde der Turm in den Nächten vom 6. bis 11. November 2018 zum „Namensturm“: An seiner LED-Fassade wurden die Namen von 68 Menschen aus der direkten Nachbarschaft angezeigt, welche unterm Nationalsozialismus ermordet worden waren.